# かぐや魔王式!
『かぐや魔王式！』（かぐやまおしき）は、月見草平による日本のライトノベル。イラストは水沢深森が担当。MF文庫J（メディアファクトリー）より2008年12月から2011年5月まで刊行された。

## あらすじ
腹の内を隠し、ハイスクール内の頂点を極めることを目指そうと計画していた錦織貴だったが、「新世界の王」を目指す輝夜真央にある弱みを握られてしまう。そのため、輝夜の下で参謀役を務めることになり、せわしない日々を送ることになる。

## 登場人物

### 新世界構築メンバー
錦織 貴（にしきおり　たかし）
紫苑高校1年A組で本編の主人公であり爽やかで好印象なルックス、文武両道で学年一位の成績と優等生を絵に描いた人物である。
しかし本当は毎日遅くまで勉強し基礎体力アップのために毎日部屋で腹筋500回を行っている努力型であり、好印象のキャラクターも綿密に計算された作りで実は腹黒なキャラである。
幼い頃から人一倍の努力により周囲から神童と呼ばれ持てはやされており周りから褒められたり、頼られたり、拍手喝采を受けるのを生きる糧とする為、優等生でありリーダーである事を良しとしていた。
学校では剣道を中学の頃からしており中学全国大会で3連続優勝したほどの実力である。スポーツ万能だが、あえて剣道を選んでいるのは合法的に相手を打つ事が出来、優等生の仮面に隠しているストレスを発散できるからである。その反面、精神は不安定で、極度に屈辱を受けるなど、極度に緊張が高まると喘息が起きてしまう。
本人は文武両道で整った容姿ゆえに非常にモテるが、幼稚園の頃特定の女子と付き合った事がきっかけでその人気ゆえに周りからひどい目に合い、それ以降特定の誰かとは付き合う事は無いと自分で決めている。その為、潔癖なフェミニストの一面を持ち、ゆえに女の子の自分に対する微妙な気持ちを読み取る事が苦手となっている。
中学の時の記録に彩られた栄光の歴史を高校でも再現しようとしていたが、クラス委員長になったその日に輝夜に黒い本音と学園の生徒をプロファイリングし纏めた手帳「栄光の軌跡」を奪われ、秘密をばらさない代わりに彼女が目的とする新世界の王となる事を手伝わされる事となる。一度は手帳を取り返し輝夜に命令される日々から自由になるも、六道・米倉両名に今までみたいに秘密基地に集まり楽しくわいわいやっていきたい＆調子のってる錦織はらしくないとの事で再び手帳を奪われてしまう。しかし錦織本人もいつも人前では作った自分でいる中で唯一素でいられるこの集まりに戻ってきてほっとしている自分を感じてもいた。
輝夜の仲間となってからは、無茶な注文に頭を悩ませながらも優等生としてではなく本音の自分で話せるこの時間を楽しく思っている自分がいることも自覚しており、悪い気はしていない。
特技は見えない手帳にペンを走らせるような動作をすることで一時的に記憶力を高める「エア手帳」でありこれに多くのデータを記録し必要に応じて引き出す事である。
輝夜の新世界構築メンバー内での呼び名は「ハラグロ」である。
輝夜 真央（かぐや　まお）
紫苑高校1年A組で長い漆黒の髪が特徴で均整のとれたプロポーションの持ち主でもある美少女である。
幼い頃より新世界の王となり王国を建設する事を本気で目的としており、それ以外のことには興味がない為自分の目的に関係ない事や人物にはまったく興味を示さず、人の顔や名前を覚えるのが大の苦手である。そして自分を中心に物事を考えている為相手の台詞を自分の都合のいい解釈で受け取って問答無用で自分のペースに引き込み、一度思い立ったら即実行をよしとしている。
学年一位の成績を誇る錦織の弱みを握った彼女は王国建設の為の参謀として彼を仲間に引き入れ世界の王になる為の活動を行っていき、世界を支配する為の力として異能者を探しそこで六道を、異能者が駄目だった為次に世界を支配できる聖剣探しで米倉を仲間に引き入れる。
中学時代に輝夜を仲間に引き入れようとした女子の不良グループを返り討ちにしパンツ一丁で木に括りつけられた「悲しきパンツ事件」以降周りから魔王の呼び名を付けられ畏怖される存在となった。
それ以外にも中学時代に多くの逸話を残し中学1年2学期に起こした生徒会との戦いなど多くの事件を起こしていた。
そんな魔王であるが暗いところが苦手で一人では満足に動けないほどであり、その時はいつもの強気が薄れ普通の女の子らしい素顔が見られる。
また王たるもの頭上に王冠を戴くものを信条としているためか被り物が好きであり実は可愛いもの好きでもある。
なお本人は現実の恋愛は覇道に対する時間の無駄だということで興味がないが、創作に関してはその限りではなく少女マンガ好きであり且つ料理も人並み以上に作る事が出来る。
自身の恋愛感覚は世間で言うお固い方でありキス等は言うに及ばずちょっと大げさな絡みでも「破廉恥カンカン！」と怒るほどである。
彼女の感情が非常に高ぶった時に天災や常識では考えられない現象が起きるときがあるが、本人は気づいておらず唯一錦織がその事に気づき関係を気にしているが今はまだ判っていない。
輝夜の新世界構築メンバー内での呼び名は「閣下」である。
六道 かなめ（りくどう　かなめ）
紫苑高校1年A組でショートカットの髪型と可愛い顔立ち、常に元気で天真爛漫であるが低めの身長とナイチチが残念な美少女である。
錦織と同じクラスメイトであり全国四百六十三の六道神社の総本山の跡取りでもある。
輝夜が世界を支配する力として異能者を探している時に、神社の人間は高確率で何らかの特殊能力を持っているとの理由で仲間に誘われ、本人も楽しそうとの事で仲間となった。
事実本人は異能者であり汚れたものを綺麗に出来る六道家奥義「浄化光ハンド」を使用する事が出来るが、地味でかつ新世界構築の役に立たないためその事は錦織のみが知る事とし輝夜には内緒となっている。
学校では同じ剣道部員でもあるため錦織とよく休み時間などに話をしており、錦織自身も学校内で比較的人前で素でいられる為悪く思っていないようである。六道自身も錦織に対しては友達以上の感情を抱いているが、本人のボケ体質と錦織のツッコミ体質のためそれとなくするアピールも芸風としてスルーされてしまう。
家が神社のため掃除や幼い頃から習わされている剣術や薙刀で運動は得意だが勉強が壊滅的に駄目であり、本人の性格もあって勉強が長続きしないようである。
六道神社の衰退を危惧した六道神社宗主である母から婿を取って神社の繁栄に尽力するようにと学校を辞めさせられそうにもなったが、婚姻の儀の直前で錦織の活躍と輝夜による天変地異（本人に自覚はない）により儀式は中止され婚姻も破棄され学校にも戻る事が出来た。
この一件で錦織の六道に対するあいまいな認識がはっきりし六道自身も錦織に対して確かな気持ちを得るようになった。
なお本人のイメージカラーは黄色と豪語しており基本的に服装も黄色を基準とした色合いとなっている。また恋愛方面の知識は祖母から聞きかじった半端なものと恋愛雑誌から得た胡散臭い中途半端な知識しかない為、積極的なスキンシップにはあまり抵抗がないようである。
輝夜の新世界構築メンバー内での呼び名は「エスパー」後に「サイクロン」である。
米倉 愛（よねくら　あい）
紫苑高校1年A組で腰ほどの長めの髪を左右に分け先をリボンで結んだ髪型でメガネと出るところは出ている整った体型が特徴の美少女である。
錦織と同じクラスのクラス副委員長であり成績も体育以外錦織に次いで学年2位の成績である優等生である。
まじめで大人しく人当たりの良い性格のため男女問わず人気は高く同じクラスの西村からは愛様と呼ばれファンクラブを作られるほどである。
実家は1000年以上前から続く名士の家であり広大な敷地内の屋敷が実家で彼女自身もその中の離れに（当然広い）住んでいる。
自身も為替証拠金取引でかなりの利益を得ており祖父から受け継いだ賃貸アパートのオーナーでもある正真正銘のお金持ちである。
そんな優等生の彼女であるが実は漫画を描くのが趣味であり自宅で作成はもとより自身が入っている（といっても米倉一人のみの部であるが）郷土史研究会の作業の傍ら漫画を描いたりしているが本人は漫画を書いているなんて暗い女の子だと思っており周りには秘密にしている。
異能者探しが駄目だった輝夜が次に目的とした世界を支配できる力を持つ聖剣を探す事になった時に1000年以上前に六道家から譲られた浄化の剣である清浄の剣の話を彼女から聞きその剣探しを手伝いその後新世界構築のためには資金が必要との事で輝夜達の仲間に入る事となる。
本人も六道家とは1000年以上の交流がある為六道とは友達同士であり輝夜や錦織たちと行動するのは普段の自分ではしないような積極的な自分になれる事もあり仲間に入る事に文句は無かった。
聖剣探しの一件で錦織が本当はハラグロである事と自分が漫画を描いている事の秘密を共有する事となり、元々好感度の高い錦織の違う一面を知り一種のギャップ萌えで錦織に対して友達以上の感情を抱いている。
輝夜の新世界構築メンバー内での呼び名は「セクシー･アイ」または「セクシー」である。

### 紫苑高校生徒会
松島 美紀（まつしま　みき）
紫苑高校3年生で小柄な六道よりさらに小柄な体躯、ふわふわウェーブのかかった明るい綿毛のような長い髪が特徴の可愛い顔立ちの美少女である。
錦織たちの通う紫苑高校の48代目生徒会長で、人の上に立つのが好きな為生徒会長をやっているというある意味錦織に近い人物である。また報道部部長も兼任しており、高校内では生徒会長またはデスクと呼ばせている。
中学時代に生徒会長をしていたとき同じ中学に居た輝夜が生徒会を乗っ取ろうとしてきた「炎の百日間戦争」により、勝ちはするものの生徒会メンバーの半数が去り半数は疑心暗鬼に陥る壊滅的打撃を受けた事があり、高校でも同じように事件を起こすと踏んで生徒会最後の仕事として輝夜の野望を阻止する事を使命としていた。
1年生の中で絶大な人気を誇る錦織を次期生徒会メンバーとして迎えようと考え、同じクラスである輝夜の情報を集めるように錦織と接触して頼んでいる。それにより輝夜のケーブルテレビメディアジャック計画の一部を知り、阻止するために立ちはだかって輝夜に奪われた錦織の手帳を入手した。その内容が輝夜の陰謀と勘違いし彼女を断罪しようとするが、公表直前の火災事故によりうやむやになり手帳も奪い返されてしまった。
またその時に落下する看板から身を挺して庇ってくれた錦織に対して好意を抱いたようであり、錦織から特定の女性と付き合っていないと聞いて安心していたりもした。
彼女自身恋愛に関しては輝夜同様奥手で固めの価値観の持ち主であり、ちょっと大胆な事で不純異性交遊としてしまうほどである。
後藤 舞（ごとう　まい）
紫苑高校生徒会の書記。生徒会には美紀を支えるために入った。
メディアジャック事件の折に錦織の秘密に気づくが、美紀が悲しむだろうという理由で黙っている。

### 錦織家
錦織 梢（にしきおり　こずえ）
錦織の妹。リボンで結わえた長いツインテールが特徴。
重度のブラコンで、ストーカー的行為に及ぶこともある。部活には所属しておらず、帰宅部のことを友人たちには兄部と説明している。
兄のハラグロさを知りながらも、自分の前でも優等生を演じようとする兄の姿も好き、という理由から錦織には伝えていない。
好物はカレーコロッケ。
錦織　菫（にしきおり　すみれ）
錦織の母。錦織曰く「母娘揃って痩せの大食い」らしい。
どんな時でも落ち着いている。

### 六道家
六道 あやめ（りくどう　あやめ）
六道の母。
六道 なつめ（りくどう　なつめ）
六道の祖母。

### 米倉家
米倉 滝（よねくら　たき）
米倉の母。

### 1年A組のクラスメイト
西村 慶太（にしむら　けいた）
クラスのムードメーカー。
米倉愛ファンクラブ「アイ・ラブ」のリーダーも務めている。

## 既刊一覧
- 月見草平（著）・水沢深森（イラスト） 『かぐや魔王式！』 メディアファクトリー〈MF文庫J〉、全10巻
  1. 2008年12月25日発売[1]、ISBN 978-4-8401-2497-3
  2. 2009年1月23日発売[2]、ISBN 978-4-8401-2635-9
  3. 2009年4月24日発売[3]、ISBN 978-4-8401-2757-8
  4. 2009年7月24日発売[4]、ISBN 978-4-8401-2838-4
  5. 2009年10月23日発売[5]、ISBN 978-4-8401-3050-9
  6. 2010年2月25日発売[6]、ISBN 978-4-8401-3178-0
  7. 2010年5月25日発売[7]、ISBN 978-4-8401-3297-8
  8. 2010年8月25日発売[8]、ISBN 978-4-8401-3480-4
  9. 2011年1月25日発売[9]、ISBN 978-4-8401-3672-3
  10. 2011年5月25日発売[10]、ISBN 978-4-8401-3922-9